# Paul Romer
Paul Michael Romer (n. 6 noiembrie 1955, Colorado, SUA) este un economist american. În 2018 i-a fost decernat Premiul Nobel pentru Științe Economice „pentru integrarea inovațiilor tehnologice în analiza macroeconomică pe termen lung" (împreună cu William Nordhaus). 

## Publicații
- "Growth Cycles", în colaborare cu George Evans și Seppo Honkapohja (American Economic Review, June 1998). JSTOR 116846
- "Preferences, Promises, and the Politics of Entitlement" (Individual and Social Responsibility: Child Care, Education, Medical Care, and Long-Term Care in America, Victor R. Fuchs (ed.), Chicago: University of Chicago Press, 1995).
- "New Goods, Old Theory, and the Welfare Costs of Trade Restrictions," Journal of Development Economics, No. 43 (1994), pp. 5–38.
- "Looting: The Economic Underworld of Bankruptcy for Profit" în colaborare cu George Akerlof (Brookings Papers on Economic Activity 2, William C. Brainard and George L. Perry (eds.), 1993, pp. 1–74). JSTOR 2534564
- "Economic Integration and Endogenous Growth," în colaborare cu Luis Rivera-Batiz (Quarterly Journal of Economics CVI, May 1991, pp. 531–55). JSTOR 2937946
- "Endogenous Technological Change" (Journal of Political Economy, October 1990). JSTOR 2937632
- "Increasing Returns and Long Run Growth" (Journal of Political Economy, October 1986). JSTOR 1833190
- "Cake Eating, Chattering and Jumps: Existence Results for Variational Problems" (Econometrica 54, July 1986, pp. 897–908). JSTOR 1912842